# Dommartin-Lettrée
Dommartin-Lettrée is een gemeente in het Franse departement Marne (regio Grand Est) en telt 153 inwoners (1999). De plaats maakt deel uit van het arrondissement Vitry-le-François.

## Geografie
De oppervlakte van Dommartin-Lettrée bedraagt 33,8 km², de bevolkingsdichtheid is 4,5 inwoners per km².
De onderstaande kaart toont de ligging van Dommartin-Lettrée met de belangrijkste infrastructuur en aangrenzende gemeenten.

## Demografie
Onderstaande figuur toont het verloop van het inwonertal (bron: INSEE-tellingen).